# Sauce Soubise
Pour les articles homonymes, voir Sauce et soubise.
La sauce Soubise ou sauce soubise ou sauce à la Soubise est une recette de cuisine traditionnelle de sauce de la cuisine française, variante de la sauce béchamel avec des oignons.

## Recette
La sauce Soubise est une variante des sauce blanche, sauce à l'oignon et sauce béchamel, à base de proportions plus ou moins riches de beurre, farine, lait, crème fraiche (éventuellement) à laquelle on ajoute des oignons réduits en purée épaisse,,. Les oignons sont revenus à la poêle jusqu'à devenir translucides (sans qu'ils brunissent), puis mélangés à la sauce béchamel.

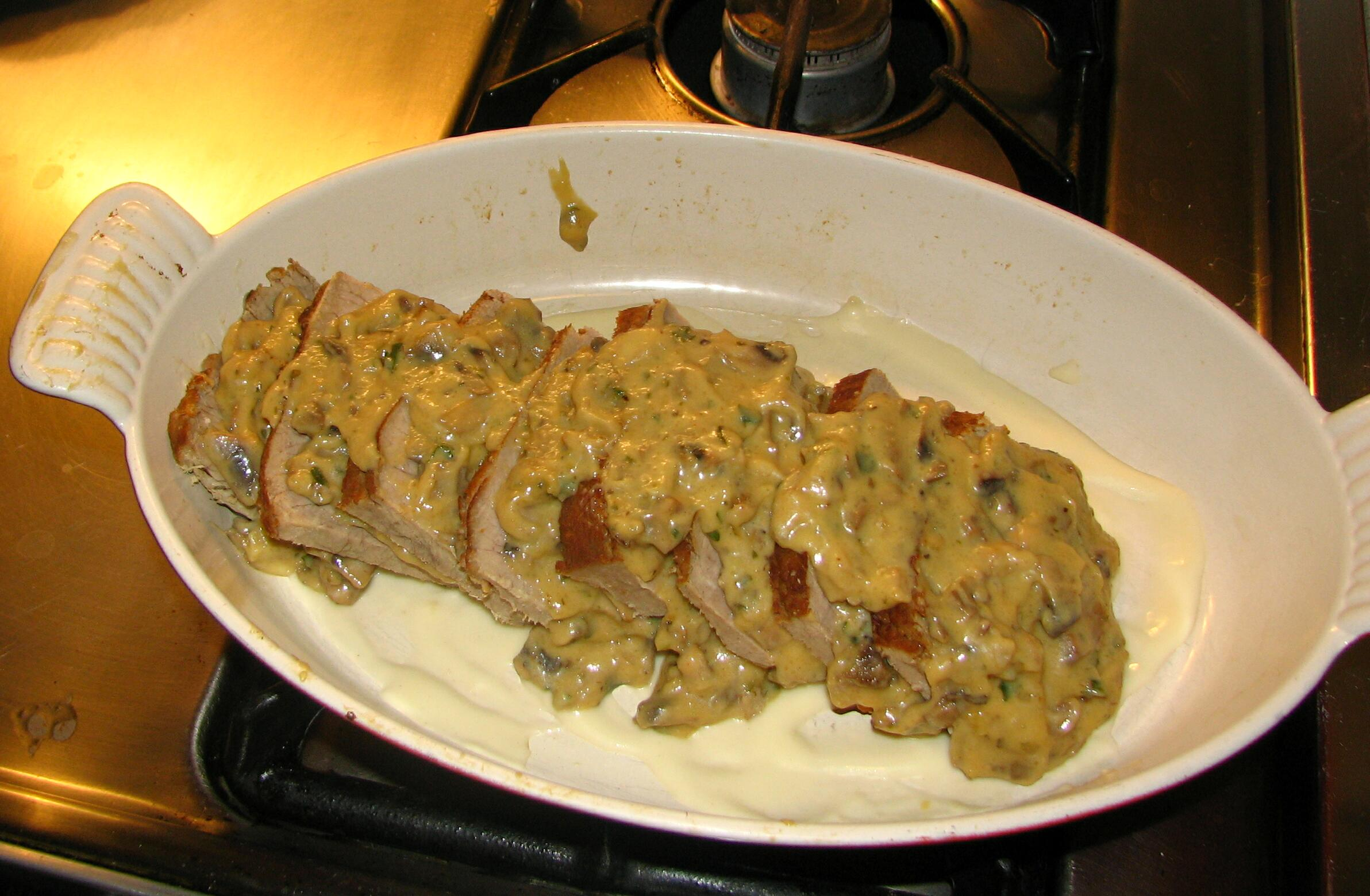
Veau Orloff sauce Soubise aux champignons.
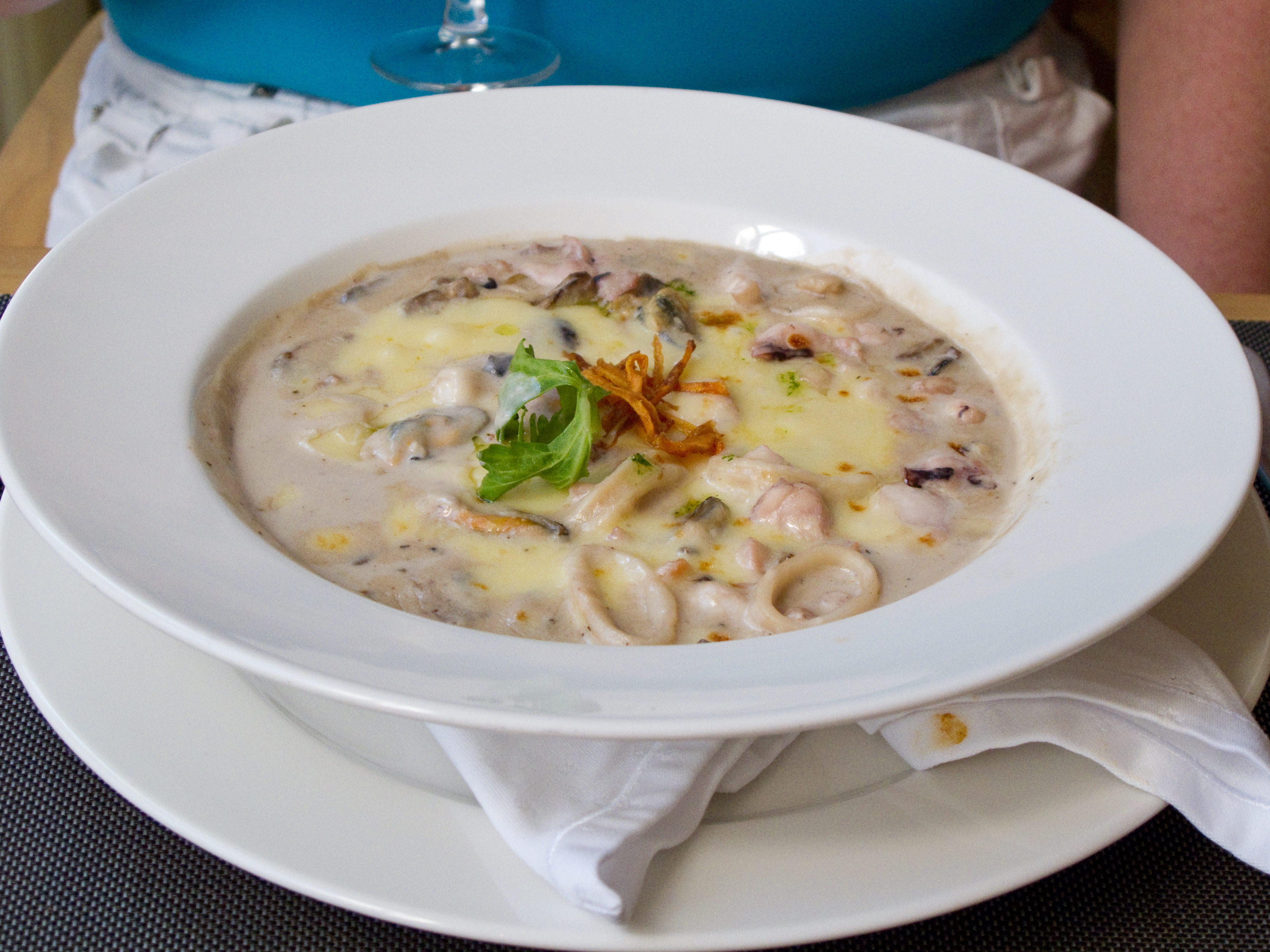
Gratin de fruits de mer créole sauce Soubise.
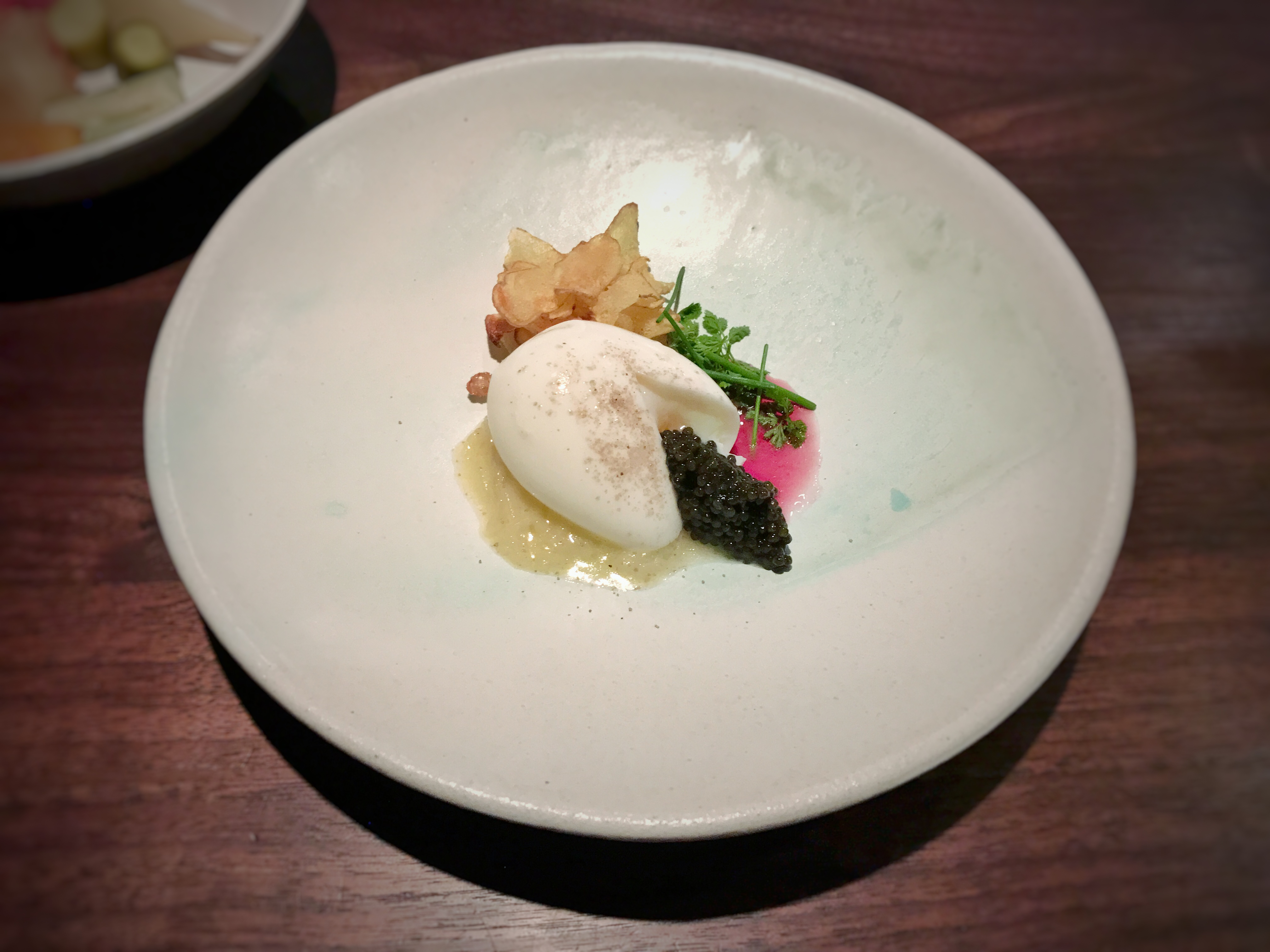
Œuf mollet Soubise et caviar.

Elle peut accompagner de nombreuses recettes de viandes, poissons ou légumes, telles que poulet soubise, rôti de veau soubise, velouté de volaille à la sauce Soubise, œuf frit ou œuf mollet soubise…

## Histoire
Déclinée de la cuisine au beurre, la sauce Soubise est nommée d'après le maréchal de France et prince de Soubise Charles de Rohan-Soubise (1715-1787), considéré comme amateur d'art culinaire,,. Diverses recettes sont mentionnées dans de nombreux livres de cuisine française de référence, dont L'Art de la cuisine au XIXe siècle de Marie-Antoine Carême (édité en 1828 et 1833), le Grand dictionnaire de cuisine de 1873 d'Alexandre Dumas (père) ou encore Le Guide culinaire de  1903 d'Auguste Escoffier.
Le poulet Soubise était un des plats de prédilection de Georges Clemenceau (né en Vendée, 1841-1929) qu'il se faisait cuisinier par sa cuisinière vendéenne, en particulier pour ses invités de sa maison de bord de mer, à 100 km au nord-ouest de Soubise (Charente-Maritime),,,.